# エレゼンギーン・チョイドグ
エレゼンギーン・チョイドグ（モンゴル語: Эрэгзэнгийн Чойдог, ラテン文字：Eregzengiin Choidog、1926年 - 1988年）は、モンゴルの作曲家。
センビーン・ゴンチグソムラーやロブサンジャムツィーン・ムルドルジとともに、ピョートル・チャイコフスキーやグスタフ・マーラーの影響を受けた「19世紀欧州楽派」とみなされる。彼のもっとも著名な作品は1962年にモスクワ放送交響楽団のために作曲した序曲『友情』である。また仏教説話を基にしたバレエ『チョイジド夫人伝』があり、これは現在でも国立劇場で上演される。その他のバレエには『ニガヨモギの中の花』など。